# Untere Marktstraße (Bad Kissingen)
Die Untere Marktstraße befindet sich in Bad Kissingen, der Großen Kreisstadt des unterfränkischen Landkreises Bad Kissingen und beherbergt mehrere Baudenkmäler des Ortes.

## Geschichte
Die Untere Marktstraße bildete gemeinsam mit dem Marktplatz und der Oberen Marktstraße das Grundgerüst der Kissinger Innenstadt nach deren Neustrukturierung im späten 13. oder frühen 14. Jahrhundert. Sie verlässt den Marktplatz im rechten Winkel südwärts zum damaligen Unteren Tor. Heute endet sie an der in den 1830er Jahren entstandenen Ludwigstraße und führt weiter zur Straße Am Kurgarten. Um 1900 erfolgte nach der überholten Parzellierung der Unteren Marktstraße die Errichtung von Neubauten.
| Foto | Adresse                                         | Anmerkung                                                                  |
| ---- | ----------------------------------------------- | -------------------------------------------------------------------------- |
|      | Untere Marktstraße 1                            | Geschäftsgebäude, 1898, Architekt: Ignaz Moll                              |
|      | Untere Marktstraße 4                            | Wohn- und Geschäftsgebäude, 1904                                           |
|      | Untere Marktstraße 8                            | Wohn- und Geschäftsgebäude, 1911–1912, Architekt: Franz Krampf             |
|      | Untere Marktstraße 10                           | Wohn- und Geschäftsgebäude, 1908–1909, Architekt: S. A. Hauer              |
|      | Haus Boxberger (Adresse: Untere Marktstraße 12) | Wohn- und Geschäftsgebäude, 1837/38, Architekt: Johann Gottfried Gutensohn |